# Усадьба К. Ф. Ратхен — Е. А. Лютер — Саргиных
Городская усадьба К. Ф. Ратхен — Е. А. Лютер — Саргиных — бывшая частная городская усадьба, расположенная в Москве, в Архангельском переулке.

## История
В конце XVIII века усадьба принадлежала Головиным, жившим в этом районе многими домами.
Следующими владельцами здания были Ермоловы: Петр Леонтьевич Ермолов (1738—1793) купил его в конце 1780-х годов, затем владение перешло к его сыну Александру Петровичу Ермолову (1754—1834) — одному из фаворитов Екатерины Великой, флигель-адъютанту.
Затем владельцем здания был рижский купец Карл Фридрих Ратхен, который перестроил палаты XVIII века в ныне существующий главный дом (строение 1). В середине XIX века он был надстроен ещё одним этажом. С этого времени квартиры сдавались в наём чиновникам, мещанам, крестьянам.
С конца XIX века усадьбой владел купец-хлеботорговец Иван Михайлович Саргин, затем его сын Давыд Иванович Саргин, историк шахмат и шашек, шахматный и шашечный общественный деятель, журналист. В 1912 году он выстроил в усадьбе гараж для сдачи автовладельцам (строение 3).
После Октябрьской революции здание было национализировано. В советские годы здесь был «гараж особого назначения».

## Архитектура
Усадьба Саргиных состоит из главного дома, построенного на основе палат XVIII века в 1802 году и надстроенного одним этажом в середине XIX века, хозяйственной постройки-конторы (1847) и гаража (1912). Здания неоднократно перестраивались. Тем не менее, в главном доме сохранились своды; древность памятника выдают также Г-образный план и постановка торцом к переулку.

## Современное состояние
По состоянию на 2017 год усадьба находится в федеральной собственности, отселена и ветшает. В 2010 году была проведена историко-культурная экспертиза, вопрос о статусе здания предполагалось решить до конца 2016 года.
В 2015 году активисты-градозащитники самостоятельно закрывали доступ в дом. В 2016 году Мосгорнаследие направило правообладателю уведомление о необходимости принятия мер по сохранению памятника, содержанию его в надлежащем состоянии. Правообладатель планировал заключение договора-аренды с возложением расходов по содержанию объекта на арендатора.